# Distrito do Reno-Lano
O Distrito do Reno-Lano (em alemão:  Rhein-Lahn-Kreis) é um distrito (kreis ou landkreis) da Alemanha localizado no estado da Renânia-Palatinado.

## História
Com o Congresso de Viena, a área foi incorporada ao Ducado de Nassau. Quando Nassau perdeu sua independência em 1866, o condado foi adicionado à Prússia. Em 1867, a Prússia criou o Regierungsbezirk de Wiesbaden, e como parte dele os distritos do Rheingau (Rheingaukreis) e do Baixo Lano (Unterlahnkreis). Rheingau tornou-se o distrito de St. Goarshausen em 1885. Em 1969, os dois distritos foram unidos, criando-se o novo distrito do Reno-Lano.

## Cidades e municípios
| Cidade (livre) |
| 1. Lahnstein   |

| Verbandsgemeinden (associações municipais): | Verbandsgemeinden (associações municipais): | Verbandsgemeinden (associações municipais): |
| --- | --- | --- |
| - 1. Bad Ems 1. Arzbach 2. Bad Ems1, 2 3. Becheln 4. Dausenau 5. Fachbach 6. Frücht 7. Kemmenau 8. Miellen 9. Nievern - 2. Braubach 1. Braubach1, 2 2. Dachsenhausen 3. Filsen 4. Kamp-Bornhofen 5. Osterspai - 3. Diez 1. Altendiez 2. Aull 3. Balduinstein 4. Birlenbach 5. Charlottenberg 6. Cramberg 7. Diez1, 2 8. Dörnberg 9. Eppenrod 10. Geilnau 11. Gückingen 12. Hambach 13. Heistenbach 14. Hirschberg 15. Holzappel 16. Holzheim 17. Horhausen 18. Isselbach 19. Langenscheid 20. Laurenburg 21. Scheidt 22. Steinsberg 23. Wasenbach | - 4. Hahnstätten 1. Burgschwalbach 2. Flacht 3. Hahnstätten¹ 4. Kaltenholzhausen 5. Lohrheim 6. Mudershausen 7. Netzbach 8. Niederneisen 9. Oberneisen 10. Schiesheim - 5. Katzenelnbogen 1. Allendorf 2. Berghausen 3. Berndroth 4. Biebrich 5. Bremberg 6. Dörsdorf 7. Ebertshausen 8. Eisighofen 9. Ergeshausen 10. Gutenacker 11. Herold 12. Katzenelnbogen1, 2 13. Klingelbach 14. Kördorf 15. Mittelfischbach 16. Niedertiefenbach 17. Oberfischbach 18. Reckenroth 19. Rettert 20. Roth 21. Schönborn - 6. Loreley 1. Auel 2. Bornich 3. Dahlheim 4. Dörscheid 5. Kaub² 6. Kestert 7. Lierschied 8. Lykershausen 9. Nochern 10. Patersberg 11. Prath 12. Reichenberg 13. Reitzenhain 14. Sankt Goarshausen1, 2 15. Sauerthal 16. Weisel 17. Weyer | - 7. Nassau 1. Attenhausen 2. Dessighofen 3. Dienethal 4. Dornholzhausen 5. Geisig 6. Hömberg 7. Lollschied 8. Misselberg 9. Nassau1, 2 10. Obernhof 11. Oberwies 12. Pohl 13. Schweighausen 14. Seelbach 15. Singhofen 16. Sulzbach 17. Weinähr 18. Winden 19. Zimmerschied - 8. Nastätten 1. Berg 2. Bettendorf 3. Bogel 4. Buch 5. Diethardt 6. Ehr 7. Endlichhofen 8. Eschbach 9. Gemmerich 10. Hainau 11. Himmighofen 12. Holzhausen an der Haide 13. Hunzel 14. Kasdorf 15. Kehlbach 16. Lautert 17. Lipporn 18. Marienfels 19. Miehlen 20. Nastätten1, 2 21. Niederbachheim 22. Niederwallmenach 23. Oberbachheim 24. Obertiefenbach 25. Oberwallmenach 26. Oelsberg 27. Rettershain 28. Ruppertshofen 29. Strüth 30. Weidenbach 31. Welterod 32. Winterwerb |
| ¹sede do Verbandsgemeinde; ²cidade | | |